# 8BEAT
『8BEAT』（エイトビート）は、関ジャニ∞の10枚目のフル・アルバム。2021年11月17日にINFINITY RECORDSから発売された。

## 概要
- 前作『ジャム』から約4年5か月振りのリリース[注 1]。
- 渋谷すばると錦戸亮が脱退し、5人体制初のアルバム。
- 2024年2月4日よりグループ名を「SUPER EIGHT」に改名したため[25]、本作が「関ジャニ∞」名義で最後のアルバムとなった。
- CDは完全生産限定盤、初回限定 -Road to Re:LIVE- 盤、通常盤、Eighter盤[注 2]の4形態で発売。
- 5人体制以降にシングルとして発売された「友よ」「Re:LIVE」「キミトミタイセカイ」「ひとりにしないよ」の他、フジテレビ系列で放送された夏季オリンピック『東京2020オリンピック・パラリンピック』及び関連番組で使用された『FUJI Network. Song for Athletes』である「凛」[27][28]、本作のリード曲で東宝配給映画『土竜の唄 FINAL』の主題歌である「稲妻ブルース」[29]、日本テレビ系シンドラ『サムライカアサン』の主題歌である「ココロに花」[30] など、全形態共通で全12曲を収録[23]。
  - 自身の冠番組であるテレビ朝日系『関ジャム 完全燃SHOW』で共演した、東京事変の亀田誠治、ゲスの極み乙女。やindigo la Endの川谷絵音、岡崎体育、音楽プロデューサーの今井了介、いしわたり淳治、ヒャダインなどから楽曲提供された新曲も収録[31]。
    - 楽曲提供の詳細は本項「#収録曲」及び「#楽曲提供者」を参照。

  - 完全生産限定盤には、4thアルバム『8UPPERS』以降、約11年振りのメンバー5人のソロ曲を特典CDに収録し、共通曲を含め全17曲を収録[23]。
  - 初回限定 -Road to Re:LIVE- 盤には、東宝配給映画『土竜の唄』シリーズの主題歌であった「キング オブ 男!」と「NOROSHI」の2曲を『Re:8EST edition』で追加収録し、共通曲を含め全14曲を収録[21]。
  - 通常盤には、シングル『Re:LIVE』のカップリング「歓喜の舞台」とシングル『ひとりにしないよ』のカップリング「サタデーソング」に加え、新曲「赤裸々」やTHE イナズマ戦隊からの楽曲提供である「ズタボロ問答」を追加収録し、共通曲を含め全16曲を収録[21]。
    - 自身のアルバム作品にシングルのカップリングのフルサイズ音源が収録されるのは初である[注 3]。
    - 「ズタボロ問答」と「赤裸々」のレコーディング風景を収めたドキュメント映像が、通常盤の購入特典として『関ジャニ∞アプリ』限定で配信された[32]。

  - Eighter盤には、7人体制で発売されたシングル曲「無限大」と、6人体制で発売されたシングル曲「ここに」「crystal」を『Re:8EST edition』で追加収録し、共通曲を含め全15曲を収録[26]。
    - 「ここに」と「crystal」はアルバム初収録となる。しかし、5人バージョンとなるため、原曲の6人バージョンは2021年10月現在アルバム未収録である。
- 完全生産限定盤と初回限定 -Road to Re:LIVE- 盤とEighter盤には特典DVDを付属。
  - 完全生産限定盤には、上述のメンバーソロ曲のミュージック・ビデオとメイキング映像を収録[21]。
  - 初回限定 -Road to Re:LIVE- 盤には、「稲妻ブルース」のミュージック・ビデオとメイキング映像に加え、9月某日に山梨県・富士急ハイランドにあるコニファーフォレストで行った無観客シークレットライブの模様を収めた「Road to Re:LIVEドキュメンタリー『ぼちぼち大切なDo:LIVE -8BEAT SECRET LIVE-』」を収録[33]。
    - 無観客シークレットライブ『8BEAT SECRET LIVE』の詳細は本項「#8BEAT SECRET LIVE」を参照。
    - ドキュメンタリーは、前述の会場である富士山まで自らの運転で向かう5人の姿が収録されている[33]。
    - 2021年9月23日、同ライブで披露されなかった「Re:LIVE」を、同会場にて別に撮影した映像がYouTubeにて公開された[33]。

  - Eighter盤には、アルバム制作ドキュメント映像「∞のBEATができるまで」と「ぼちぼち大切なDo:LIVE -ここだけのこぼれ話-」を収録[26]。
    - 「∞のBEATができるまで」には、約2年前から始まったアルバム制作にまつわる膨大な映像素材の中から、アルバム制作に向けた打ち合わせの様子や、レコーディング風景が収録されている[26]。
    - 「ぼちぼち大切なDo:LIVE -ここだけのこぼれ話-」には、初回限定 -Road to Re:LIVE- 盤の特典映像「ぼちぼち大切なDo:LIVE -8BEAT SECRET LIVE-」で未収録のビハインドザシーンが収録されている[26]。
- 2021年10月1日に追加発表された、本作の「Eighter盤」は、自身初のファンクラブ限定商品であり、ジャニーズショップオンラインストア限定での通信販売となる[26][34]。
- タイトルの「8BEAT」には、「関ジャニ∞の"BEAT=鼓動"を感じ、現状を"BEATする=打ち破る!"」という思いが込められており、めまぐるしく変わる世の中の状況を真摯に受け止め、何度も諦めずにアルバム制作を進め、アルバムを持って全国ツアーをしたいという関ジャニ∞の願いと音楽が詰まった一枚になっている[35]。
- 本作の購入者を対象にした抽選企画『歳末ジャイアント∞くじ』が開催された[36]。
  - 同企画が開催されるのは、2017年末に40thシングル『応答セヨ』以来、約4年振りである[36]。
  - 同企画では、本作の全形態[注 4] に封入される『関ジャニ∞アプリ』のシリアルコードを、それぞれ登録用専用フォームに登録することで応募が出来る仕様となっている[36]。

- 2021年8月8日、本作のティザー映像である「関ジャニ∞ is Coming Soon」がYouTubeにて公開された[37]。更に、同日には自身のInstagramでも同様のタイトルで、カラースーツに身を包んだメンバーが楽器を持って向き合う、バンドスタイルの関ジャニ∞の画像が投稿された[38]。
- 2021年11月20日 - 2022年1月23日、本作を引っさげたライブツアー『KANJANI'S Re:LIVE 8BEAT』が開催された[39][40]。

- 2021年11月21日、前述の冠番組『関ジャム 完全燃SHOW』にて、本作の特集が放送された[41][42]。
  - 同番組では、本作の制作現場に潜入し、前述の川谷絵音、ヒャダイン、いしわたり淳治、亀田誠治、今井了介、岡崎体育らとどのように楽曲を作っているのかを1年半の密着を通して紹介。更に、スタジオでは川谷とヒャダインがメンバーとの打ち合わせやメールの内容など、リアルなやりとりも公開し、プロ目線でお互いの曲の凄さを解説した[42]。
  - 同番組で自身のアルバムを特集するのは、2017年6月25日に放送された、前作『ジャム』の特集「関ジャム放送100回記念! 関ジャニ∞新アルバム『ジャム』制作裏側を大公開!」[43] 以来、約4年5か月振りである。
- 2022年1月24日、本作の通常盤の購入者限定生配信イベント『Road to Re:LIVE 後夜祭 8BEAT賞 授賞式』が開催された[44]。

- 2024年1月1日、デビュー20周年を記念し、過去にリリースされた全楽曲が各種音楽ダウンロードサービス、サブスクリプションサービスで配信されることに伴い、本作の配信も開始された[45][46][47]。
  - なお、本作のみ『8BEAT (Complete Edition)』と題して、各形態に収録された全楽曲をコンパイルした配信限定の作品となっている[46][47]。

### 各形態概要
| ＃ | 曲名                   |
| -- | ---------------------- |
| 1  | 8beat                  |
| 2  | 稲妻ブルース           |
| 3  | 友よ                   |
| 4  | 凛                     |
| 5  | キミトミタイセカイ     |
| 6  | Let me Down Easy       |
| 7  | YES                    |
| 8  | 町中華                 |
| 9  | 関ジャニ∞ on the STAGE |
| 10 | ひとりにしないよ       |
| 11 | ココロに花             |
| 12 | Re:LIVE                |

| ＃ | 曲名                              | 形態                          |
| -- | --------------------------------- | ----------------------------- |
| 13 | ズタボロ問答                      | 通常盤                        |
| 14 | 赤裸々                            | 通常盤                        |
| 15 | サタデーソング                    | 通常盤                        |
| 16 | 歓喜の舞台                        | 通常盤                        |
| 13 | キング オブ 男! -Re:8EST edition- | 初回限定 -Road to Re:LIVE- 盤 |
| 14 | NOROSHI -Re:8EST edition-         | 初回限定 -Road to Re:LIVE- 盤 |
| 13 | ここに -Re:8EST edition-          | Eighter盤                     |
| 14 | crystal -Re:8EST edition-         | Eighter盤                     |
| 15 | 無限大 -Re:8EST edition-          | Eighter盤                     |
| 1  | みかん（横山）                    | 完全生産限定盤（特典CD）      |
| 2  | フリーシーズン（村上）            | 完全生産限定盤（特典CD）      |
| 3  | ヒカリ（丸山）                    | 完全生産限定盤（特典CD）      |
| 4  | 9（安田）                         | 完全生産限定盤（特典CD）      |
| 5  | One more night（大倉）            | 完全生産限定盤（特典CD）      |

| 特典内容                                                | 形態                          |
| ------------------------------------------------------- | ----------------------------- |
| 特典CD（詳細は「#特典CD」を参照）                       | 完全生産限定盤                |
| 特典DVD（詳細は「#特典映像」を参照）                    | 完全生産限定盤                |
| 特殊梱包ZIP PACK!!!!!仕様（ジップロック式袋）           | 完全生産限定盤                |
| KANJANI∞ ∞Photo book（88P）                             | 完全生産限定盤                |
| 3枚組デジパック仕様                                     | 完全生産限定盤                |
| 歌詞ブック（一部袋とじ仕様）                            | 完全生産限定盤                |
| 特典DVD（詳細は「#特典映像」を参照）                    | 初回限定 -Road to Re:LIVE- 盤 |
| デジパック仕様                                          | 初回限定 -Road to Re:LIVE- 盤 |
| 歌詞フォトブックレット（32P, 一部袋とじ仕様）           | 初回限定 -Road to Re:LIVE- 盤 |
| 歌詞ブックレット（24P, 初回プレス分のみ一部袋とじ仕様） | 通常盤                        |
| 特典DVD（詳細は「#特典映像」を参照）                    | Eighter盤                     |
| デジパック仕様                                          | Eighter盤                     |
| 豪華歌詞フォトブックレット                              | Eighter盤                     |
| 生写真6枚セット：セルフィー on the STAGE                | Eighter盤                     |

| 特典内容                                     | 形態           |
| -------------------------------------------- | -------------- |
| 関ジャニ∞AR（KANJANI∞ ∞Photo bookの一部6P）  | 完全生産限定盤 |
| 「ズタボロ問答」「赤裸々」Recording Document | 通常盤         |
| Do:LIVEのおもひで～安田ときどきスタッフ～    | Eighter盤      |
| もしもしちょいコール                         | Eighter盤      |

| 賞     | 景品 |
| ------ | --- |
| A賞    | 「8BEATパルス」レプリカネオン - 本作のジャケット写真のハートと心電図をかたどったモチーフ「8BEATパルス」のレプリカネオン。 - 当選人数：8名                                 |
| B賞    | オリジナル8HEATソックス - 上述の「8BEATパルス」の柄の付いた靴下。 - サイズ：23〜25 cm、25〜27 cm - 当選人数：88名                                                         |
| C賞    | オリジナルジャイアント8BEATポスター - ベンチに腰掛けた5人の姿をモノクロ仕様でスタイリッシュな印象を放つビッグサイズポスター。 - サイズ：横長B1サイズ - 当選人数：888名    |
| 参加賞 | オリジナル8BEAT壁紙 -Instrument ver.- - メンバーが楽器を抱えた絵柄となっているスマートフォンの壁紙。 - 種類：各メンバーソロver5種、メンバー集合1種 - 当選人数：応募者全員 |

## コメント
※出典 を参照。原文ママ。

### メンバー（コメント）
- 横山裕
  - 「関ジャニ∞が新体制になって初のオリジナル・アルバムで、凄いアーティストの皆さんに曲を提供してもらえておそろしいアルバムが完成しそうです。このアルバムで早くライブがしたいです」
- 村上信五
  - 「気がつけばそんなに時間が経っていたかと。今の年齢とこの時代、重ねてきたライブの感覚を整理しながら向き合ったアルバムです」
- 丸山隆平
  - 「今までの関ジャニ∞の系譜を踏まえた上での、更なるスキル、パワー共に増すように挑戦した。言わば、進化の大きな一歩に今後なりうるであろう完全保存版のアルバムに仕上がること間違いないでしょう。アイドルファンから一般の音楽好きにもたまらないアルバムに仕上がります」
- 安田章大
  - 「色々と想うことはありますが、何よりもこうしてオリジナル・アルバムを作れること、そして出せるということが当たり前じゃないことだなと熟思黙想しております」
- 大倉忠義
  - 「5人になってのフルアルバムなので、僕ららしさは残しつつ、新しくチャレンジしたような楽曲、そして元気や感動を届けられるアルバムになってます」

### 楽曲提供者（コメント）
- 亀田誠治（#1「8beat」）
  - 「関ジャニ∞のみんなとは、いつもワイワイ楽しい時間を過ごさせてもらっています。 この度、僕は“軽音楽部の先輩”みたいな感じで楽曲を作らせていただきました。一つひとつの音からメンバーの顔が浮かんでくる。そんな関ジャニ∞のラブリーでワイルドな演奏と一緒にみんなで未来（あした）へ行こう」
- 川谷絵音（#6「Let Me Down Easy」）
  - 「番組では何度も共演しておりますが、楽曲提供はお初になります。本当に光栄です。肝心の楽曲は、関ジャニ∞のかっこよさを最大限に伝えるべく、クールなダンスミュージックに仕上げました。歌もトラックもバキバキで、更にラップパートもあります。お楽しみに」
- 岡崎体育（#8「町中華」）
  - 「やっほー、俺やで！今回関ジャニ∞の新しい作品に、作詞家として関わらせてもらいました！ヒャッホウ！隆平界の巨匠である丸山隆平氏のレコーディングにディレクターとしても参加させてもらったんですけども、さすがでした！巨匠でした！めっちゃ良い感じやったから早く完成したやつ聴きたいなー！今電車乗りながらコメント書いてたから降りる駅間違えかけました！あぶな！バイバーイ！」
- ヒャダイン（#9「関ジャニ∞ on the STAGE」）
  - 「久しぶりの楽曲提供にわくわくしております！番組では何度も共演しててすっかり仲良しになりわいわいとメンバーと一緒に何を作ろうかブレストをした結果こんなことになってしまいました！うぎゃー！何を書いてもネタバレになりそうだからなんも言えんですが、楽しいですよ！ただ楽しい！そして関ジャニ∞っていいグループですねえ」
- いしわたり淳治（#7「YES」）
  - 「去年の夏、大倉くんと今井さんと3人で集まって、結婚ソングを作ろうと話したのがこの歌の始まりでした。聴いてくれた誰かの暮らしの中のしあわせな瞬間にそっと寄り添ってくれたら幸いです」
- 今井了介（#7「YES」）
  - 「極上でダンサブルなプロポーズソングが出来上がりました！…と思います。メンバーの皆さんがライブで観客をステージに上げてサプライズしたり、リスナーの皆さんがプロポーズに使ってくれたりしたら嬉しいなぁ…など。妄想は勝手に広がるばかり。ボーカルRec.の際にスタジオで『難易度高い～！』とおっしゃりながらも、さらりと歌いこなしていく関ジャニさんの姿も印象的でした。作詞のいしわたり淳治くんとも、旧知ながら初共作。関ジャム収録時に、実はひっそりと楽屋でお打ち合わせさせて頂いていたのも懐かしい思い出です」
- 城島茂[注 6]（#11「ココロに花」）
  - 「今回の楽曲は「サムライカアサン」のドラマの撮影中、自分が実際に「よい子」というオカンとしての日々を積み重ねていく中で感じる想いや、息子・たけしへの、そして色んな人達への愛情をそのままメロディーにして表現しました。逆に言えばただ主題歌を書いてくれと依頼が来ていたらこの歌は生まれなかったと思います。まさに「よい子」と「城島茂」の合作とも言える曲です。そして、関ジャニ∞のコンサートでずっと愛されるような曲に、ファンの方にステージで体感して頂いて曲自体を育てて貰えるようなそんな一曲になればと。TOKIO以外に今回曲を書いたのが初めてで、自分にとってはある意味貴重な体験となりました。 レコーディング現場にも行かせて頂きましたが、関ジャニ∞のメンバーそれぞれが様々な楽曲を自分達のフィルターを通しすぐにモノにしてしまう、そんな彼らの表現力にはあらためて驚かされました。結果、蓋を開けたら関ジャニ∞っぽくなったという（笑）。いつか彼ら自身でリアレンジした、安田くんのアコースティックギターで奏でるアンプラグドバージョンも聴いてみたいと個人的に思っています。今回、ドラマ「サムライカアサン」と関ジャニ∞の素敵なアルバムに、曲という花を添えられることに感謝しております」

## 販売形態
- 発売日：2021年11月17日
  - 完全生産限定盤（JACA-5927~5929：2CD+DVD）
    - 特殊梱包ZIP PACK!!!!!仕様（ジップロック式袋封入）
    - KANJANI∞ ∞Photo book（88P）封入
    - 3枚組デジパック封入
    - 歌詞ブック（一部袋とじ仕様）封入

  - 初回限定 -Road to Re:LIVE- 盤（JACA-5930~5931：CD+DVD）
    - デジパック仕様
    - 歌詞フォトブックレット（32P, 一部袋とじ仕様）封入

  - 通常盤（JACA-5932：CD）
    - 歌詞ブックレット（24P, 初回プレス分のみ一部袋とじ仕様）封入

  - Eighter盤（JSNC-045~046：CD+DVD）
    - デジパック仕様
    - 豪華歌詞フォトブックレット封入
    - 生写真6枚セット「セルフィー on the STAGE」封入
- 発売日：2024年1月24日
  - 配信作品
    - デビュー20周年を記念した音楽ダウンロードサービスおよびサブスクリプションサービスでの配信[45][46][47]。

## チャート成績
- オリコンチャート
  - 初日211,192枚を売り上げ、2021年11月16日付の「オリコンデイリー CDアルバムランキング」で初登場1位を獲得した[1]。
    - 自身の歴代初日売上で最高記録を更新した。
    - 初日売上が20万枚を突破するのは6thアルバム『JUKE BOX』以来5作振り、通算2回目である。

  - 日間5,225枚を売り上げ、2021年11月29日付の「オリコンデイリー CDアルバムランキング」でデイリー1位を獲得した[50]。
    - 同年11月21日以来、8日振りの同チャートでの1位獲得となった。

  - 初週261,181枚を売り上げ、2021年11月29日付の「オリコン週間 CDアルバムランキング」で週間1位を獲得した[2][3]。
    - 11作連続、通算11作目のアルバム1位獲得となった[2]。

  - 初週261,181ptを記録し、2021年11月29日付の「オリコン週間 合算アルバムランキング」で週間1位を獲得した[4]。
    - 自身の前作までのアルバムが同チャート開設以前の発売であった為、本作で初のアルバム1位獲得となった[4]。

  - 累計281,669枚を売り上げ、2021年11月度「オリコン月間 CDアルバムランキング」で月間1位を獲得した[7]。
    - 同チャートで自身のアルバムが1位を獲得するのは、3作連続、通算4作目である。

  - 累計299,759枚を売り上げ、2021年度「オリコン年間 CDアルバムランキング」で年間6位を獲得した[8]。
    - 同チャートで自身のアルバムがトップ10に入るのは5作連続、通算5作目である。

  - 累計122ダウンロードを記録し、2024年1月15日付の「オリコン週間 デジタルアルバムランキング」で週間41位を獲得した[6]。
- Billboard JAPAN
  - 初週206,705枚を売り上げ、2021年11月24日公開の「Billboard Japan Top Albums Sales」で週間1位を獲得した[9][10]。
  - 2021年11月24日公開の「Billboard Japan Hot Albums」で週間1位を獲得した[11][12]。
  - 2021年度「Billboard Japan Top Albums Sales Year End」で年間16位を獲得した[14]。
  - 2021年度「Billboard Japan Hot Albums Year End」で年間20位を獲得した[15]。
  - 2024年1月10日公開の「Billboard Japan Download Albums」で週間39位を獲得した[13]。
- タワーレコード
  - 2021年度「ベストセラーズ2021 邦楽アルバム」で年間6位を獲得した[16]。
- ゴールドディスク
  - 2021年度『第36回 日本ゴールドディスク大賞』で「ベスト5アルバム（邦楽）」を受賞した[19][51]。
    - 自身のアルバムが同賞を受賞するのは初である。

## 収録曲

### CD

#### 完全生産限定盤・通常盤
※「ズタボロ問答」以降、通常盤のみ収録。
1. 8beat (Instrumental) - [2:11]
作曲・編曲：亀田誠治
  - 東京事変の亀田誠治からの楽曲提供。
2. 稲妻ブルース - [4:59]
作詞・作曲・編曲：Peach
  - 本作のリード曲[52]
  - 東宝配給映画『土竜の唄 FINAL』主題歌[29][53]
  - 2021年10月21日に同曲のMVが公開された[52]。
3. 友よ - [4:50]
作詞・作曲：GAKU
編曲：高慶"CO-K"卓史
  - 43rdシングル
  - 日本テレビ系土曜ドラマ『俺の話は長い』主題歌[54]
4. 凛 - [4:19]
作詞・作曲：オカダユータ
編曲：清水哲平
  - フジテレビ系『FUJI Network. Song for Athletes』[注 7][27]
    - フジテレビ系『東京2020オリンピック』[27]
    - フジテレビ系『東京2020パラリンピック』[28]

  - フジテレビ系『村上信五∞情熱の鼓動』テーマソング[55]
  - フジテレビ系『北京2022オリンピック』テーマソング[56]
  - 2021年8月4日に同曲のMVが公開された[57]。
  - 同年6月26日に本曲が初解禁[58]されて以降、フジテレビ系列の『東京2020オリンピック・パラリンピック』及びその関連番組でオンエアされてきた[27][59][28]が、本作で初のCD化となる。
5. キミトミタイセカイ - [4:03]
作詞・作曲・編曲：Hi-yunk
  - 45thシングル
  - フジテレビ系木曜劇場『知ってるワイフ』主題歌[60]
  - BACK-ONのKENJI03からの楽曲提供。
6. Let Me Down Easy - [4:23]
作詞・作曲：川谷絵音
編曲：PAEMUKA
  - ゲスの極み乙女。、indigo la Endなどの川谷絵音からの楽曲提供。
  - 編曲は川谷が主宰するプロデュースチーム『PAEMUKA』が担当[61]。
7. YES - [3:36]
作詞：いしわたり淳治
作曲・編曲：今井了介
  - いしわたり淳治、今井了介からの楽曲提供。
  - 2021年12月25日に同曲のMVが公開された[62]。
  - 振付はGANMI（Sota Kawashima、SUN-CHANG、Kazashi、Mr.D、Yuuki、O.S.M）が担当[63]。
8. 町中華 - [3:25]
作詞：岡崎体育
作曲：Javier orihuela, Jan Erik Nilsson
編曲：EATRAXX
  - 岡崎体育からの楽曲提供。
  - 2022年1月23日にライブツアー『KANJANI'S Re:LIVE 8BEAT』の会場ビジョンで使用された同曲のアニメーションムービーがYouTubeで公開された[64]。
9. 関ジャニ∞ on the STAGE - [4:45]
作詞・作曲：前山田健一
編曲：大西省吾
  - ヒャダインからの楽曲提供。
10. ひとりにしないよ - [4:00]
作詞・作曲・編曲：丸谷マナブ
  - 46thシングル
  - テレビ朝日系オシドラサタデー『コタローは1人暮らし』主題歌[65]
  - 丸谷マナブからの楽曲提供。
  - 振付はs**t kingzのNOPPOが担当[66]。
11. ココロに花 - [3:47]
作詞・作曲：城島茂
編曲：KAM
  - 日本テレビ系シンドラ『サムライカアサン』主題歌[30]
  - TOKIOの城島茂からの楽曲提供[30]。
12. Re:LIVE - [4:28]
作詞：Eight × Eighter[注 8]
作曲：zero-rock
編曲：大西省吾
  - 44thシングル
  - 公益財団法人大阪観光局「がんばろう日本!We are OSAKA」テーマソング[67]
  - 公益財団法人大阪観光局『#イマデキ』CMソング[68]
  - 関ジャニ∞自身で制作した楽曲。
13. ズタボロ問答 - [4:03]
作詞：上中丈弥
作曲：久保裕行
編曲：大西省吾
  - THE イナズマ戦隊の上中丈弥と久保裕行からの楽曲提供。
  - 2021年11月16日に同曲のMVが公開された[69]。
14. 赤裸々 - [3:33]
作詞：松原さらり
作曲・編曲：南田健吾
15. サタデーソング - [3:41]
作詞・作曲・編曲：ヒゲドライバー
  - 46thシングルカップリング
  - MBS・TBS系『サタデープラス』テーマソング[70]
16. 歓喜の舞台 - [4:22]
作詞・作曲：GAKU
編曲：大西省吾
  - 44thシングルカップリング
  - フジテレビ系スポーツ情熱ソング[71]
  - フジテレビ系『村上信五∞情熱の鼓動』テーマソング[72]
  - フジテレビ系『FNS27時間テレビ にほんのスポーツは強いっ!』テーマソング[73]

#### 初回限定 -Road to Re:LIVE- 盤
1. 8beat
2. 稲妻ブルース
3. 友よ
4. 凛
5. キミトミタイセカイ
6. Let Me Down Easy
7. YES
8. 町中華
9. 関ジャニ∞ on the STAGE
10. ひとりにしないよ
11. ココロに花
12. Re:LIVE
13. キング オブ 男! -Re:8EST edition- - [4:08]
作詞：若旦那 (from 湘南乃風)
作曲：TAKESHI
編曲：久米康嵩
  - 27thシングルの再録バージョン
  - 東宝配給映画『土竜の唄 潜入捜査官REIJI』主題歌[74]
  - 湘南乃風の若旦那からの楽曲提供。
14. NOROSHI -Re:8EST edition- - [4:32]
作詞：高木誠司
作曲・編曲：Peach
  - 37thシングルの再録バージョン
  - 東宝配給映画『土竜の唄 香港狂騒曲』主題歌[75]

#### Eighter盤
1. 8beat
2. 稲妻ブルース
3. 友よ
4. 凛
5. キミトミタイセカイ
6. Let Me Down Easy
7. YES
8. 町中華
9. 関ジャニ∞ on the STAGE
10. ひとりにしないよ
11. ココロに花
12. Re:LIVE
13. ここに -Re:8EST edition- - [4:48]
作詞・作曲：WANIMAのMA
編曲：Peach
  - 41stシングルの再録バージョン
  - テレビ朝日系『関ジャム 完全燃SHOW』エンディングテーマ[76]
  - WANIMAのKENTAからの楽曲提供。
14. crystal -Re:8EST edition- - [3:47]
作詞：大西省吾、高木誠司
作曲・編曲：大西省吾
  - 42ndシングルの再録バージョン
  - フジテレビ系月9ドラマ『トレース〜科捜研の男〜』主題歌[77]
15. 無限大 -Re:8EST edition- - [4:28]
作詞：MASA
作曲・編曲：馬飼野康二
  - 3rdシングル3曲目の再録バージョン
  - 20世紀フォックス配給劇場アニメ『ロボッツ』日本版応援ソング[78]

### 特典CD（完全生産限定盤）
1. みかん / 横山裕 - [3:40]
作詞：ユウ
作曲：チパ
編曲：小林章太郎
  - 横山のソロ曲。
  - 横山自身と安田章大が制作した楽曲。
  - 横山・安田・渋谷すばるのユニット「三兄弟」名義の楽曲の、横山によるセルフカバー。
  - 原曲では渋谷がボーカルを務めているが、本作では横山のボーカルで収録されている。
  - 2022年9月現在、原曲はCD未収録である。
2. フリーシーズン / 村上信五 with TK - [5:00]
作詞：村上信五、Peach
作曲・編曲：Peach
  - 村上の「村上信五 with TK」名義のソロ曲。
  - 村上自身が制作した楽曲。
3. ヒカリ / 丸山隆平 - [5:32]
作詞・作曲：吉田一郎
編曲：リンドウ、Hiromu、野間康介、Justin Frieden
  - 丸山のソロ曲。
  - 吉田一郎不可触世界からの楽曲提供。
4. 9 / 安田章大 - [3:18]
作詞・作曲：安田章大
編曲：Tetra Gear、前田佑
  - 安田のソロ曲。
  - 安田自身が制作した楽曲。
5. One more night / 大倉忠義 - [3:25]
作詞：宮本美季
作曲：宮本美季、koyabin
編曲：UTA
  - 大倉のソロ曲。

### Complete Edition
配信限定作品。『8BEAT (Complete Edition)』として2024年1月1日に配信された。
1. 8beat
2. 稲妻ブルース
3. 友よ
4. 凛
5. キミトミタイセカイ
6. Let Me Down Easy
7. YES
8. 町中華
9. 関ジャニ∞ on the STAGE
10. ひとりにしないよ
11. ココロに花
12. Re:LIVE
13. ズタボロ問答
14. 赤裸々
15. サタデーソング
16. 歓喜の舞台
17. みかん / 横山裕
18. フリーシーズン / 村上信五 with TK
19. ヒカリ / 丸山隆平
20. 9 / 安田章大
21. One more night / 大倉忠義
22. キング オブ 男! -Re:8EST edition-
23. NOROSHI -Re:8EST edition-
24. ここに -Re:8EST edition-
25. crystal -Re:8EST edition-
26. 無限大 -Re:8EST edition-

### 特典映像

#### 完全生産限定盤
| #         | タイトル                                          | 作詞   | 作曲・編曲 | 時間  |
| --------- | ------------------------------------------------- | ------ | ---------- | ----- |
| 1.        | 「みかん」(Music Clip / 横山裕)                   |        |            | 3:43  |
| 2.        | 「みかん」(Making / 横山裕)                       |        |            | 11:36 |
| 3.        | 「フリーシーズン」(Music Clip / 村上信五 with TK) |        |            | 4:05  |
| 4.        | 「フリーシーズン」(Making / 村上信五 with TK)     |        |            | 19:19 |
| 5.        | 「ヒカリ」(Music Clip / 丸山隆平)                 |        |            | 3:50  |
| 6.        | 「ヒカリ」(Making / 丸山隆平)                     |        |            | 18:48 |
| 7.        | 「9」(Music Clip / 安田章大)                      |        |            | 5:26  |
| 8.        | 「9」(Making / 安田章大)                          |        |            | 19:36 |
| 9.        | 「One more night」(Music Clip / 大倉忠義)         |        |            | 3:30  |
| 10.       | 「One more night」(Making / 大倉忠義)             |        |            | 15:52 |
| 合計時間: | 合計時間:                                         | 105:45 |            |       |

#### 初回限定 -Road to Re:LIVE- 盤
| #         | タイトル                                      | 作詞   | 作曲・編曲 | 時間  |
| --------- | --------------------------------------------- | ------ | ---------- | ----- |
| 1.        | 「稲妻ブルース」(Music Clip)                  |        |            | 5:05  |
| 2.        | 「稲妻ブルース」(Making)                      |        |            | 17:54 |
| 3.        | 「稲妻ブルース」(Solo Angle 横山ver.)         |        |            | 3:49  |
| 4.        | 「稲妻ブルース」(Solo Angle 村上ver.)         |        |            | 3:49  |
| 5.        | 「稲妻ブルース」(Solo Angle 安田ver.)         |        |            | 3:49  |
| 6.        | 「稲妻ブルース」(Solo Angle 丸山ver.)         |        |            | 3:49  |
| 7.        | 「稲妻ブルース」(Solo Angle 大倉ver.)         |        |            | 3:49  |
| 8.        | 「ぼちぼち大切なDo:LIVE -8BEAT SECRET LIVE-」 |        |            | 61:17 |
| 合計時間: | 合計時間:                                     | 103:21 |            |       |

| #         | タイトル                     | 作詞  | 作曲・編曲 |
| --------- | ---------------------------- | ----- | ---------- |
| 1.        | 「友よ」                     |       |            |
| 2.        | 「ブリュレ」                 |       |            |
| 3.        | 「オモイダマ」               |       |            |
| 4.        | 「言ったじゃないか」         |       |            |
| 5.        | 「象」                       |       |            |
| 6.        | 「NOROSHI」                  |       |            |
| 7.        | 「LIFE〜目の前の向こうへ〜」 |       |            |
| 合計時間: | 合計時間:                    | 28:30 |            |

#### 通常盤
| #         | タイトル                             | 作詞  | 作曲・編曲 | 時間  |
| --------- | ------------------------------------ | ----- | ---------- | ----- |
| 1.        | 「ズタボロ問答」(Recording Document) |       |            | 9:16  |
| 2.        | 「赤裸々」(Recording Document)       |       |            | 10:36 |
| 合計時間: | 合計時間:                            | 19:52 |            |       |

#### Eighter盤
| #         | タイトル                                       | 作詞   | 作曲・編曲 | 時間  |
| --------- | ---------------------------------------------- | ------ | ---------- | ----- |
| 1.        | 「∞のBEATができるまで」                        |        |            | 99:35 |
| 2.        | 「ぼちぼち大切なDo:LIVE -ここだけのこぼれ話-」 |        |            | 15:20 |
| 合計時間: | 合計時間:                                      | 114:55 |            |       |

## タイアップ
※タイアップ起用順
- 無限大[注 9]
  - 20世紀フォックス配給劇場アニメ『ロボッツ』日本版応援ソング[78]
- キング オブ 男![注 10]
  - 東宝配給映画『土竜の唄 潜入捜査官REIJI』主題歌[74]
- NOROSHI[注 10]
  - 東宝配給映画『土竜の唄 香港狂騒曲』主題歌[75]
- ここに[注 9]
  - テレビ朝日系『関ジャム 完全燃SHOW』エンディングテーマ[76]
- 歓喜の舞台[注 11]
  - フジテレビ系スポーツ情熱ソング[71]
  - フジテレビ系『村上信五∞情熱の鼓動』テーマソング[72]
  - フジテレビ系『FNS27時間テレビ にほんのスポーツは強いっ!』テーマソング[73]
- crystal[注 9]
  - フジテレビ系月9ドラマ『トレース〜科捜研の男〜』主題歌[77]
- 友よ
  - 日本テレビ系土曜ドラマ『俺の話は長い』主題歌[54]
- Re:LIVE
  - 公益財団法人大阪観光局「がんばろう日本!We are OSAKA」テーマソング[67]
  - 公益財団法人大阪観光局『#イマデキ』CMソング[68]
- キミトミタイセカイ
  - フジテレビ系木曜劇場『知ってるワイフ』主題歌[60]
- サタデーソング[注 11]
  - MBS・TBS系『サタデープラス』テーマソング[70]
- ひとりにしないよ
  - テレビ朝日系オシドラサタデー『コタローは1人暮らし』主題歌[65]
- 凛
  - フジテレビ系『FUJI Network. Song for Athletes』[注 7][27]
    - フジテレビ系『東京2020オリンピック』[27]
    - フジテレビ系『東京2020パラリンピック』[28]

  - フジテレビ系『村上信五∞情熱の鼓動』テーマソング[55]
  - フジテレビ系『北京2022オリンピック』テーマソング[56]
- 稲妻ブルース
  - 東宝配給映画『土竜の唄 FINAL』主題歌[29]
- ココロに花
  - 日本テレビ系シンドラ『サムライカアサン』主題歌[30]

## 楽曲提供者
※表記は曲順通り。

### アーティスト作
- 亀田誠治（東京事変）
  - 「8beat」(作曲・編曲)
- KENJI03（BACK-ON）
  - 「キミトミタイセカイ」(作詞・作曲・編曲)[注 12]
- 川谷絵音（ゲスの極み乙女。、indigo la End）
  - 「Let Me Down Easy」(作詞・作曲)
- PAEMUKA（川谷絵音、ichika、PARKGOLF、宗本康兵）
  - 「Let Me Down Easy」(編曲)
- いしわたり淳治
  - 「YES」(作詞)
- 今井了介
  - 「YES」(作曲・編曲)
- 岡崎体育
  - 「町中華」(作詞)
- ヒャダイン
  - 「関ジャニ∞ on the STAGE」(作詞・作曲)
- 丸谷マナブ
  - 「ひとりにしないよ」(作詞・作曲・編曲)
- 城島茂（TOKIO）
  - 「ココロに花」(作詞・作曲)
- THE イナズマ戦隊
  - 上中丈弥
    - 「ズタボロ問答」(作詞)

  - 久保裕行
    - 「ズタボロ問答」(作曲)
- 若旦那（湘南乃風）
  - 「キング オブ 男! -Re:8EST edition-」(作詞)[注 13]
- KENTA（WANIMA）
  - 「ここに -Re:8EST edition-」(作詞・作曲)[注 14]
- 吉田一郎不可触世界
  - 「ヒカリ」(作詞・作曲)[注 15]

### メンバー作
- 関ジャニ∞[注 16]
  - 「Re:LIVE」(作詞)
- 横山裕
  - 「みかん」(作詞)[注 17]
- 安田章大
  - 「みかん」(作曲)[注 18]
  - 「9」(作詞・作曲)[注 19]
- 村上信五
  - 「フリーシーズン」(作詞)[注 19]

## 参加ミュージシャン
※アルバムクレジットより。
※シングル曲・カップリング曲・再録曲は全て該当ページを参照。
8beat
- Drums：大倉忠義
- E Bass：丸山隆平
- E Guitar：安田章大
- Trumpet：横山裕
- Organ：村上信五

稲妻ブルース

凛

Let Me Down Easy
- E Bass：須藤優（XIIX）
- E Guitar：Ichika Nito（ichikoro、PAEMUKA）
- Piano：宗本康兵（PAEMUKA）
- Programming：PARKGOLF（PAEMUKA）
- all other Instruments：PAEMUKA

YES
- Produced & all Instruments：今井了介

町中華
- Produced & all Instruments：EATRAXX

関ジャニ∞ on the STAGE
- Drums：濵﨑大地
- E Bass：宮本將行
- Strings：雨宮麻未子ストリングス
- A&E Guitar & all other Instruments：大西省吾

ココロに花

ズタボロ問答
- Drums：濵﨑大地
- E Bass：宮本將行
- A Paino：佐藤真吾
- Trumpet：吉澤達彦、具志堅創
- Trombone：高井天音
- Tenor Sax：竹上良成
- E Guitar & all other Instruments：大西省吾

赤裸々
- all Instruments：南田健吾

みかん
- Drums：平里修一
- E Bass：ミノシマシンゴ
- A & E Guitar：黒田晃年
- all other Instruments：小林章太郎

フリーシーズン
- Chorus：小坂良子、田上敏嗣
- E Guitar & all other Instruments：Peach

ヒカリ
- A Piano：Hiromu
- Strings：吉田宇宙ストリングス

9
- all Instruments：Tetra Gear、前田佑

One more night
- Chorus：宮本美季
- all Instruments：UTA

## 収録作品
※シングル曲・カップリング曲・再録曲は全て該当ページを参照。

### アルバム
稲妻ブルース

凛

### 映像作品

#### ライブ映像
8beat
- 20thライブDVD/Blu-ray『KANJANI'S Re:LIVE 8BEAT』

稲妻ブルース

凛

Let Me Down Easy
- 20thライブDVD/Blu-ray『KANJANI'S Re:LIVE 8BEAT』

YES
- 20thライブDVD/Blu-ray『KANJANI'S Re:LIVE 8BEAT』

町中華
- 20thライブDVD/Blu-ray『KANJANI'S Re:LIVE 8BEAT』

関ジャニ∞ on the STAGE
- 20thライブDVD/Blu-ray『KANJANI'S Re:LIVE 8BEAT』
- 21stライブDVD/Blu-ray『KANJANI∞ STADIUM LIVE 18祭』

※初回限定盤Bの特典DVD/Blu-rayにも収録。

ココロに花

ズタボロ問答
- 20thライブDVD/Blu-ray『KANJANI'S Re:LIVE 8BEAT』

赤裸々
- 20thライブDVD/Blu-ray『KANJANI'S Re:LIVE 8BEAT』

みかん

フリーシーズン
- 20thライブDVD/Blu-ray『KANJANI'S Re:LIVE 8BEAT』(初回限定盤 特典DVD/Blu-ray)

ヒカリ
- 20thライブDVD/Blu-ray『KANJANI'S Re:LIVE 8BEAT』(初回限定盤 特典DVD/Blu-ray)

9
- 20thライブDVD/Blu-ray『KANJANI'S Re:LIVE 8BEAT』(初回限定盤 特典DVD/Blu-ray)

One more night
- 20thライブDVD/Blu-ray『KANJANI'S Re:LIVE 8BEAT』(初回限定盤 特典DVD/Blu-ray)

#### ミュージック・ビデオ
凛

YES
- 20thライブDVD/Blu-ray『KANJANI'S Re:LIVE 8BEAT』(通常盤)

## テレビ歌唱
※シングル曲およびカップリング曲は各ページを参照。
稲妻ブルース

凛

ズタボロ問答
- ザ少年倶楽部プレミアム（2021年11月19日、NHK BSプレミアム）

## 関連ライブ
- 8BEAT SECRET LIVE（2021年9月某日、全1公演）

- KANJANI'S Re:LIVE 8BEAT（2021年11月20日 - 2022年1月23日、全26公演）

## 8BEAT SECRET LIVE
『8BEAT SECRET LIVE』（エイトビート シークレット ライブ）は、2021年9月某日に山梨県・富士急ハイランドにあるコニファーフォレストで開催された、関ジャニ∞の無観客シークレットライブ。本項アルバム『8BEAT』の初回限定 -Road to Re:LIVE- 盤の特典DVDに収録された。

### 開催概要
- 本ライブは、自身のアルバム『8BEAT』の発売と、自身の約1年9か月振りのライブツアー『KANJANI'S Re:LIVE 8BEAT』の開催を記念し、無観客で開催された[33]。
  - 本ライブの情報は、自身の全国デビュー17周年の記念日である2021年9月22日の情報解禁まで完全非公開となっていた。
- 会場は、山梨県・富士急ハイランドにあるコニファーフォレストで開催された[33]。
  - 2019年9月に自身の5人体制で最初のアーティスト写真を富士山を背に撮影したことから同会場での開催となった[33]。
- 本ライブで披露されなかった「Re:LIVE」を、同会場にて別に撮影したライブ映像が、同情報解禁の翌日9月23日にYouTubeにて公開された[80]。
- 本ライブタイトルに、本項アルバムタイトルである「8BEAT」を冠しているが、同アルバムに収録された楽曲で本ライブで披露されたのは、「友よ」と「NOROSHI[注 13]」のみである。
- 本ライブにて、メンバーの横山裕が公の場で初めてギター演奏を披露した[81][82]。

### セットリスト
1. 友よ
2. ブリュレ
3. オモイダマ
4. 言ったじゃないか
5. 象
6. NOROSHI
7. LIFE〜目の前の向こうへ〜